# Ignasi Alberch i Arisa
Ignasi Alberch i Arisa (Moià, 17 de juliol de 1942) és un compositor de sardanes. De formació essencialment autodidacta, va exercir la direcció del Cor Parroquial de Moià, precedent de l'actual Coral de Moià. És director del Grup de Cantaires de l'Esplai de Moià.